# Olexandre Bilach
Oleksandr Ivanovytch Bilach (ukrainien : Олександр Іванович Білаш), dit en français Olexandre Bilach, né le 6 mars 1931 à Hradyzk (Union soviétique) et mort le 6 mai 2003 à Kiev (Ukraine), est un compositeur ukrainien.

## Biographie
Sorti du Conservatoire de Kiev en 1957, il est, de 1956 à 1961, professeur de solfège à l' Institut pédagogique de Kiev Maxime Gorky. Auteur de chansons, de ballades, d'opéras, d'opérettes, d'oratorios et de musiques de film, lauréat du prix national Taras Chevtchenko en 1975 et Héros d'Ukraine en 2001. Il a travaillé avec l'Orchestre Symphonique de la Télévision d'Etat sous la direction de Vadym Hnyedash qui a enregistré une partie de son œuvre.
Mort des suites d'un accident vasculaire cérébral à Kiev, il est enterré au cimetière Baïkov.